# Eagle (Colorado)
Eagle (en español: Águila) es un pueblo ubicado en el condado de Eagle en el estado estadounidense de Colorado. En el año 2000 tenía una población de 3032 habitantes y una densidad poblacional de 497 personas por km².

## Geografía
Eagle se encuentra ubicada en las coordenadas 39°39′02″N 106°49′38″O / 39.65056, -106.82722.

## Demografía
Según la Oficina del Censo en 2000 los ingresos medios por hogar en la localidad eran de $62 750, y los ingresos medios por familia eran $67 500. Los hombres tenían unos ingresos medios de $40 833 frente a los $29 342 para las mujeres. La renta per cápita para la localidad era de $22 657. Alrededor del 5,4% de la población estaba por debajo del umbral de pobreza.